# توسو (ساغا)
مدينة توسو (بالإنجليزية: Tosu)‏ هي أحد المدن التابعة لمحافظة ساغا. تأسست رسميًا في 01/04/1954. ويقدر عدد سكانها بـ 66842 نسمة حسب تقدير مكتب الإحصاء الياباني لعام 2012. تبلغ مساحة توسو 71.73 كم2. بكثافة سكانية تبلغ 932 نسمة/كم2.

## توأمة
لتوسو (ساغا) اتفاقيات توأمة مع:
- تسايتز

## أعلام
- هيتومي شيمورا
- كويتشي أوغاتا
- ماسايوشي سون
- يوكا كوباياشي
- كينجي تاناكا

## روابط خارجية
- الموقع الرسمي لمدينة توسو
- مكتب الإحصاءات البريطاني